# Сюткасы
Сюткасы́ (чув. Ҫуткасси) — деревня в Цивильском районе Чувашской Республики. Входит в состав Булдеевского сельского поселения.

## География
Находится в северной части Чувашии на расстоянии приблизительно 11 км на северо-восток по прямой от районного центра города Цивильск.

## История
Известна с 1858 года, когда здесь проживало 92 человека. В 1897 году было учтено 189 жителей, в 1926 — 49 дворов, 242 жителя, в 1939—263 жителя, в 1979—182. В 2002 году 55 дворов, в 2010 — 36 домохозяйств. В период коллективизации был образован колхоз «КИМ».

## Население
Постоянное население составляло 85 человек (чуваши 99 %) в 2002 году, 96 в 2010.